# Джейн Марія Коллінз
Джейн Марія Коллінз (англ. Jane Maria Collins; нар. 17 лютого 1962 року) — британський політик, член Європарламенту від регіону Йоркшир і Хамбер партії Незалежності Великої Британії. Була обрана в 2014 році. У лютому 2017 року, їй було наказано Верховним Судом, заплатити за наклеп штраф після того, як вона неправдиво звинуватила парламентарія-лейбориста в Ротеремі, про те, що він знав про дитячу сексуальну експлуатацію в місті.

## Освіта
Коллінз отримала освіту в Західному Йоркширі, відвідуючи East Hardwick Junior School і Pontefract and District Girls High School, закінчивши їх у 18 років і отримавши 4 відмітки GCE O-level і одну GCE A-level з гуманітарних наук.

## Кар'єра
Після закінчення школи, Коллінз стала працювати головною дівчиною — конюхом у м. Мосс, Південний Йоркшир. У 1985 році її сім'я переїхала в Селбі і в купила там стайню у м. Віллітофт, на якій Джейн допомагала працювати. Згодом стала фізіотерапевтом коней.
У 2014 стала депутатом Європарламенту.
В Європарламенті виступала і голосувала проти асоціації з Україною.